# Mahienour El-Massry

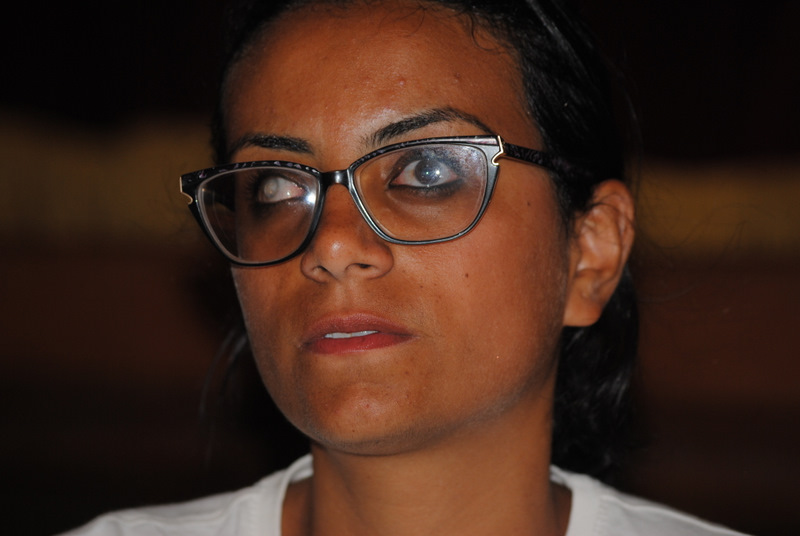
Mahienour El-Massry, 2011

Mahienour El-Massry (Arabisch: ماهينور المصري) (Alexandrië, 1986) is een mensenrechtenactivist en advocaat uit Alexandrië, Egypte. Sinds het midden van de jaren 2000 vraagt zij als activist aandacht voor politieke gevangenen. In 2014 ontving El-Massry de Ludovic Trarieux International Human Rights Prize, een internationale onderscheiding die jaarlijks aan een advocaat wordt gegeven voor zijn of haar inzet voor de verdediging van mensenrechten. El-Massry wordt ook wel de stem van de Egyptische Revolutie (2011) genoemd.
El-Massry houdt zich als advocaat en activist bezig met mensenrechten, vrouwenrechten, antipolitiegeweld en corruptie door de overheid.
Op 23 juli 2008 werd El-Massry gearresteerd door politieagenten in burger en door hen geslagen op een politiebureau in Alexandrië. De reden die voor deze arrestatie werd gegeven was het feit dat El-Massry aanwezig was bij een conferentie van de 6 aprilbeweging. Op 3 december 2013 nam El-Massry deel aan een protest om gerechtigheid en vergelding te eisen voor de dood van Egyptische blogger Khaled Saïd, die in 2010 door politieagenten werd doodgemarteld. Khaled Saïd wordt als symbool van de Egyptische Revolutie (2011) gezien. El-Massry werd veroordeeld tot een gevangenisstraf van twee jaar, maar kwam in september 2014 vrij.
In mei 2015 werd El-Massry opnieuw veroordeeld. Voor het organiseren van een sit-in voor het El-Raml politiebureau in Alexandrië, als reactie op politiegeweld krijgt zij een gevangenisstraf van een jaar en drie maanden opgelegd. Het verzoek tot vrijspraak werd afgewezen. Tijdens haar gevangenschap ontvangt zij de Ludovic Trarieux International Human Rights Prize voor haar werk op het gebied van mensenrechten. El-Massry was de tweede persoon die deze internationale prijs ontving in de gevangenis. Nelson Mandela was de eerste persoon die 1985 in gevangenschap deze prijs in ontvangst mocht nemen.
Voor haar deelname aan een demonstratie op 14 juni 2016 in Alexandrië werd El-Massry opnieuw veroordeeld. Zij protesteerde het besluit van de regering om de macht over de eilanden Tiran en Sanafir over te dragen aan Saudi-Arabië. In november 2017 werd zij opgepakt en veroordeeld tot een gevangenisstraf van twee jaar voor 'deelname aan illegaal protest' 'belediging van de president' en ' gewelpleging'. De advocaten Moatasem Medhat, Asmaa Naeem, Waleed El Ammary en Zeyad Abou Fadl kregen in hetzelfde proces een vergelijkbare straf opgelegd. Op 13 januari 2018 worden El-Massry en Medhat vrijgesproken door het Hof van Beroep. Op 16 januari 2018 heeft El-Massry de gevangenis verlaten.